# Shin'ichiro Ikebe

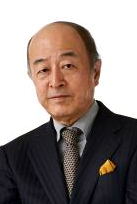
Shin'ichiro Ikebe

Shin'ichirō Ikebe (Japans: 池辺晋一郎, Ikebe Shin'ichirō) (Mito, 15 september 1943) is een Japans componist, muziekpedagoog en klarinettist.

## Levensloop
Ikebe studeerde compositie bij Tomojiro Ikenouchi, Akio Yashiro en Akira Miyoshi aan de Tokyo National University of Fine Arts and Music (東京藝術大学, Tōkyō Gei-jutsu Daigaku), nu: Tokyo University of the Arts in Tokio. In 1967 behaalde hij zijn Bachelor of Music en in 1971 zijn Master of Music aldaar bij Shigeaki Saegusa. Vervolgens was hij docent tot 1977 aan zijn Alma Mater de Tokyo University of the Arts. 
In 1974 werd hij eveneens docent aan het Tokyo College of Music en werd bevordert in 1982 tot assistent professor en in 1987 benoemd tot professor. 
Als componist schrijft hij voor vele genres, werken voor orkest (symfonieën, soloconcerten, andere werken) voor harmonieorkest, muziektheater (opera's, balletten, musicals), vocale muziek (missen, oratoria, cantates, koorwerken, liederen), kamermuziek, filmmuziek en werken voor traditionele Japanse instrumenten. Zijn werken werden zowel met nationale alsook internationale prijzen bekroond. 
Hij was ex-president van de Japan Federation of Composers Inc., de Japanse componisten federatie. Ikebe was vele jaren verbonden aan de Japan Choral Association. Hij schreef ook werken in opdracht van de All Japan Band Competition. Vele jaren, tot maart 2009, was hij ook werkzaam als moderator bij de Nippon Hoso Kyokai (NHK) televisie.

## Composities

### Werken voor orkest

#### Symfonieën
- 1967 Symfonie nr. 1
- 1969 rev.1973 Petite Symphonie (Kleine symfonie)
- 1979 Symfonie nr. 2 - "Trias"
- 1984 Symfonie nr. 3 - "EgoPhano"
- 1990 Symfonie nr. 4
- 1990 Symfonie nr. 5 "Simplex"
- 1993 Symfonie nr. 6 "On the Individual Coordinates"
- 1999 Symfonie nr. 7 "To The Sympathy for a Drip"

#### Werken voor instrumenten en orkest
- 1967 Concert nr. 1, voor piano en orkest
- 1974 Dimorphism, voor orgel en orkest
- 1981 Concert, voor viool en orkest
- 1983 Echigo-Jishi, voor sangen en orkest
- 1987 Concert nr. 2 "Tu m'...", voor piano en orkest
- 1996 Almost a Tree - Concert, voor cello en orkest
- 1999-2004 Concert "The License of Blaze", voor fagot en orkest
- 2003 Concert "Sitting on the Sand, Face to Face", voor dwarsfluit en orkest
- 2005 Concert - "As a Shade Tree", voor sangen en orkest
- 2007 Concert - "Luminescence on Ice", voor harp en orkest

#### Ouverturen
- 1984 Overture for the time of flying Star
- 1986 Overture for the coming of the new spring - Paraphrase of Antonio Vivaldi and Homage to Maurice Ravel
- 1988 Overture for Nile
- 1989 Overture "Mito"
- 1990 Overture for the Song lovers, voor gemengd koor en orkest - tekst: Isao Tatemura

#### Andere werken voor orkest
- 1965 Mouvement pour Orchestre
- 1966 Construction - Deux Mouvements pour Orchestre
- 1970 Energeia pour soixante executants
- 1972 "Kusabi" Music for Dance, voor vrouwenkoor, 2 dwarsfluiten, hobo, fagot, 3 slagwerkers, harp, Ryūteki, Shō en biwa
- 1974 Quadrants, voor traditionele Japanse instrumenten (koto) en orkest
- 1980 Haru-No-Umi, voor orkest - naar Michio Miyagi
- 1982 Elegiac Lines, voor strijkorkest
- 1983 Imagine, voor orkest
- 1988 Symphonic Sketch "River/Shout"
- 1989 Symphonic Sketch "Fantasy of Kyushu"
- 1989 Spontaneous Ignition, voor orkest
- 1992 Symphonic Sketch "Hokkai (The Northern Sea) Swells"
- 1993 Symphonic Sketch "Fantasy of Ryukyu"
- 1994 Symphonic Sketch "Mountain/Fragrant"
- 1995 The Glossy - Leaved Forest, voor strijkorkest
- 1998 Les bois tristes, voor orkest
- 1999 The echo of K・AI, voor orkest
- 2000-2002 Saka-Sakasa-Kasa, concertante mars voor kinderen en orkest
- 2000 Prelude for celebration
- 2001 The origin of water, voor orkest
- 2002 Fanfare for the Tokyo Symphony Orchestra
- 2002 Fan-Faring, voor gemengd koor en orkest
- 2003 The Chronicle of 3776 Meters, voor orkest
- 2003 After the Dreams, voor orkest
- 2004 Tanada I, voor orkest
- 2004 The warmth in your home, voor orkest
- 2005 Falling Particles of..., voor kamerorkest
- 2005 Nakatsugawa, symfonisch gedicht voor orkest

### Werken voor harmonieorkest
- 1983 I Hear the piano...Amadeus?, voor 2 groepen van blazersensembles (groep 1: piccolo, 2 dwarsfluiten, hobo, 3 klarinetten, 2 altsaxofoons, tenorsaxofoon, baritonsaxofoon, 4 hoorns, 3 trompetten, 3 trombones, eufonium, tuba, 5 slagwerkers; groep 2: 2 hoorns, 4 trompetten, 2 trombones en tuba) en orgel - naar Wolfgang Amadeus Mozart piano sonates
- 1989 Landscape, voor harmonieorkest
- 1990 Watatsumi no Iroko no Miya - zie: Missen, oratoria en cantates
- 1999 The times of Quickening, voor harmonieorkest
- 2002 The origin of water, voor harmonieorkest

### Missen, oratoria en cantates
- 1990 For a beautiful Star, cantate voor kinderkoor, gemengd koor en groot orkest - tekst: Mika Nakano
- 1990 Watatsumi no Iroko no Miya, cantate voor gemengd koor en harmonieorkest - tekst: Natsuki Ikezawa
- 1994 Requiem "Inochi Koso", voor gemengd koor en piano
- 1994 Shin, Zen, Bi, cantate in celebratie
- 1996 rev.2005 January 17, 1995 (=Aardbeving Kobe 1995), suite van 8 stukken voor gemengd koor en piano; rev. versie: suite van 8 stukken voor gemengd koor en orkest - tekst: Seiichi Morimura
- 1996 The Dawn/Ocean, Mountain, Rivers and Human Beings, cantate sopraan, gemengd koor en orkest - tekst: Hikaru Kataoka
- 1996 Freezing Field...Glaring, cantate voor sopraan, bariton, gemengd koor en orkest - tekst: Mitsugu Hagiwara
- 2001 Yobikawasu Sanga, oratorium in 2 delen voor sopraan, mezzosopraan, 2 tenoren, 2 bariton, gemengd koor en orkest - tekst: Mamoru Sasaki
- 2004 Gloria, voor gemengd koor
- 2006 The Path of spiritual growth, cantate voor sopraan, alt, tenor, bariton, gemengd koor, kinderkoor en orkest - tekst: Satoe Matsumura
- 2007 The Bridge, cantate voor sopraan, tenor, gemengd koor en orkest - tekst: Taizo Hohrai
- 2008 Umi Yo, Haha Yo, cantate voor vrouwenkoor en orkest - tekst: Kazue Shinkawa

### Muziektheater

#### Opera's
| Voltooid in    | titel                            | aktes       | première                                    | libretto                                                            |
| -------------- | -------------------------------- | ----------- | ------------------------------------------- | ------------------------------------------------------------------- |
| 1971, rev.1978 | The Death Goddess                | 2 bedrijven | 1971, Tokio, Nippon Hoso Kyokai (NHK)-tv    | Shohei Imamura                                                      |
| 1982           | Hoichi, the Earless              | 2 bedrijven | 1982, Tokio, Nippon Hoso Kyokai (NHK)-radio | Seiichi Yashiro, naar Yakumo Koizumi (vertaling van: Teiichi Hirai) |
| 1988           | Chichibu-Bansho                  | 2 bedrijven | 1988, Urawa                                 | Kenya Oda                                                           |
| 1991; rev.1992 | Taro's Tree Koor-opera           |             | 1991, Tokio; rev.1992, Tokio                | Taizo Hohrai                                                        |
| 1994           | The search for songs, Koor-opera |             | 1994, Tokio                                 | Tadashi Kato                                                        |
| 1995           | Oshichi                          | 2 bedrijven | 1996, Komagane                              | Kazuhiko Hoshino en Hiroko Yasaka                                   |
| 1996           | Dugong's Lullaby                 | 2 bedrijven | 1996 Hiroshima                              |                                                                     |
| 2001           | Gongitsune, koor-opera           | 2 bedrijven | 2001, Okayama                               | Sachiko Murata                                                      |
| 2001           | Tekagami                         | 2 bedrijven | 2001, Niigata                               | Koichi Hiraishi                                                     |
| 2003           | Kotsuru                          | 2 bedrijven | 2003, Yamagata                              | Takashi Ui                                                          |
| 2004           | Onihachi                         | 2 bedrijven | 2004, Miyazaki                              | Fumihiko Takayama                                                   |

#### Balletten
| Voltooid in | titel                                            | aktes | première                              | libretto     | choreografie      |
| ----------- | ------------------------------------------------ | ----- | ------------------------------------- | ------------ | ----------------- |
| 1974        | Creature                                         |       | 1975, Tokio, Star Dancers Ballet Co.  |              | Kan Kasumi        |
| 1978        | Oshichi, She is in the flame                     |       | 1978, Tokio                           |              | Yushi Odashima    |
| 1979        | Takeru                                           |       | 1979, Tokio                           |              | Masakane Yonekura |
| 1983        | Cleopatra - her love and death                   |       | 1983, Tokio                           |              | Yusi Odashima     |
| 1984        | "Mobile et Immobile" - Le mirage a l'"Abu-Simbe" |       | 1984, Tokio, Star Dancers Ballet Co.  |              | Kan Kasumi        |
| 1984        | Mizu-Kuguru Monogatari                           |       | 1984, Tokio                           | Makoto Satoh |                   |
| 1986        | To-To Taru, Ichiitai-Sui                         |       | 1986, Peking, Star Dancers Ballet Co. |              | Kan Kasumi        |
| 1989        | For the Earth                                    |       | 1989, Tokio                           |              |                   |

#### Musicals
| Voltooid in | Titel                                           | Uitvoeringen | Première      | Libretto                                  | Verdere liedteksten | Choreografie |
| ----------- | ----------------------------------------------- | ------------ | ------------- | ----------------------------------------- | ------------------- | ------------ |
| 1981        | The Adventure of Pinocchio                      |              | 1981, Tokio   | Tsunetoshi Hirowatari, naar Carlo Collodi |                     |              |
| 1982        | On ne badine pas avec l'amour                   |              | 1982, Tokio   | Seiichi Yashiro, naar Alfred de Musset    |                     |              |
| 1984        | Never Ending Story, (samen met: Hikaru Hayashi) |              | 1984, Tokio   | Tsunetoshi Hirowatari, naar Michael Ende  |                     |              |
| 1985        | Taro in the Wonder Woods                        |              | 1985, Tsukuba | Taizo Hohrai                              |                     |              |
| 2003        | The Forests are Living                          |              |               |                                           |                     |              |
| 2007        | Cursor                                          |              | 2007, Miyoshi | Koichi Hiraishi                           |                     |              |

#### Toneelmuziek
- 1975 A Red Shoes, muzikaal drama - tekst: Kumoko Miyanaka, naar Hans Christian Andersen
- 1976 The Whistling of Wind, muzikale fantasie voor televisie - tekst: Tatsuo Nakai
- 1977 The Silence, muzikaal drama voor de radio - tekst: Shusaku Endo
- 1984 Oedipus Wandering, een constructie voor Jōruri (=traditioneel Japans poppentheater), mannenkoor en tien instrumenten - tekst: Natsuki Ikezawa
- 1986 The Window, een muzikaal drama - tekst: Kaname Kawachi
- 1989 Mito, or the City of Whirling Water, symfonisch gedicht - tekst: Natsuki Ikezawa
- 1989 Carmen, Capriccio gebaseerd op de gelijknamige opera van Georges Bizet - tekst: Makoto Satoh
- 1989 Himeji, symfonisch gedicht - tekst: Shioko Kawaguchi
- 1991 Time, you are beautiful - after Johann Wolfgang von Goethe’s "Faust", muzikale fantasie - tekst: Juro Kara
- 2004 Sagan Rhapsody, voor gemengd koor en orkest - tekst: 326 (Mitsuru Nakamura)

### Vocale muziek

#### Werken voor koor
- 1970 Sohmon I & II, voor gemengd koor a capella - tekst: Kasa-no-Iratsume en Ohtomo-no-Yakamochi Kakinomoto-no-Hitomaro
- 1972 The ring of affections, vijf stukken voor gemengd koor a capella - tekst: Natsuki Ikezawa
- 1973 Dohzan (The Copper Mine), vijf stukken voor gemengd koor en piano - tekst: Natsuki Ikezawa
- 1977 Enkatainment, voor gemengd koor a capella
- 1978 Three Wonder Occupations, drie stukken voor gemengd koor en piano - tekst: Natsuki Ikezawa
- 1978 Six Lullabies, voor gemengd koor en piano - tekst: Minoru Betsuyaku
- 1979 Fuyu ni Mukatte, suite van vijf stukken voor gemengd koor en piano - tekst: Toshiko Takada
- 1980 Four Love Songs from Shakespeare, voor vrouwenkoor en piano - tekst: William Shakespeare (Japanse vertaling: Yusi Odashima, Tetsuo Anzai)
- 1980 Toki Wa Nagaretemo, 6 stukken voor gemengd koor en piano - tekst: Michio Yamagami
- 1981 Kita No Matsuri, suite van 4 stukken voor gemengd koor en piano - tekst: Mitsugu Hagiwara
- 1981 The Lonely Fish, een sprookje voor gemengd koor en piano - tekst: Minoru Betsuyaku
- 1982 Doronko No Uta (Poems Engravedon Clay Tablets), suite van 5 stukken voor kinderkoor en piano - tekst: van kinderen uit de Nomura Gakuen
- 1982 Hana No Shiki, 11 stukken voor vrouwenkoor en piano (en strijkkwartet) - tekst: Shoko Ema
- 1983 Ibun: "Bocchann", suite van 5 stukken voor gemengd koor en piano - tekst: Narito Kaneko
- 1984 Folksongs of Orient I, 5 stukken voor gemengd koor a capella
- 1984 The Devil's Gluttony, suite van 7 stukken voor gemengd koor en piano - tekst: Seiichi Morimura
- 1985 Minato No Kokoro, suite van 4 stukken voor gemengd koor en piano - tekst: Shoko Ema
- 1985 Manyou-Hitachi No Uta, voor spreker, vrouwenkoor en piano - tekst: Manyou-shu, org. van Naoto Kanazawa
- 1985 Kaze No Kohseki, 8 stukken voor gemengd koor en piano - tekst: Hikaru Kataoka
- 1985 Toki No Kioku, 4 stukken voor gemengd koor en piano - tekst: Hikaru Kataoka
- 1986 Meiji Wa Tooi Takekurabe, suite van 5 stukken voor gemengd koor en piano - tekst: Natsuki Ikezawa
- 1986 A Tree, a house and a son, een sprookje voor gemengd koor en piano - tekst: Minoru Betsuyaku
- 1986 The Thrilling Tale, voor knapenkoor en piano - tekst: Natsuki Ikezawa
- 1987 Five Chansons by Garcia Lorca, voor mannenkoor en piano - tekst: Federico García Lorca, (Japanse vertaling: Shiro Hasegawa)
- 1988 Kodai No Utage, voor gemengd koor en 2 slagwerkers - tekst: Hiroshi Kawasaki
- 1989 Umi No Trumpet - The Children on Tsushima-maru, suite van 6 stukken voor kinderkoor, gemengd koor en piano (of kamerorkest) - tekst: Yoko Kurumagi
- 1989 Songs for the lost trees, suite van 5 stukken voor gemengd koor en 2 piano's - tekst: Natsuki Ikezawa
- 1989 Sumidagawa, suite van 5 stukken voor gemengd koor en piano - tekst: Yoshiro Ohkura
- 1990 Return to the Terra, suite van 8 stukken voor gemengd koor en piano - tekst: Hikaru Kataoka
- 1990 Herstory, suite van 6 stukken voor vrouwenkoor en piano - tekst: Keiko Ochiai
- 1990 Jintai Shi Shou Shou, suite van 6 stukken voor gemengd koor a capella - tekst: Kazue Shinkawa
- 1991 This is the world of harmony between mankind and nature that i wish to hand down to our children, voor vrouwenkoor en piano - tekst: Franca Sciuto (Japanse vertaling: Yayoi Satoh)
- 1992 Folksongs of Orient II, 4 stukken voor gemengd koor a capella
- 1993 The grave posts in the sea, suite van 6 stukken voor vrouwenkoor en piano - tekst: Noriko Shiba
- 1993 The Airmails toward a hope, suite van 5 stukken voor gemengd koor en piano - tekst: Hikaru Kataoka
- 1996 Eight Chapters on the Wind, 8 stukken voor gemengd-, vrouwen- of mannenkoor en piano - tekst: Ei Akagi
- 1997 The Peace, voor gemengd koor en orkest - tekst: Shuntaro Tanikawa
- 1997 Niji-no-tamago, 5 stukken voor kinderkoor en piano - tekst: Hiroko Ise
- 1998 Kazoku Awase, suite van 5 stukken voor gemengd koor en piano - tekst: Kazuyuki Kazama
- 1999 Bokutachi No Sagashimono, suite van 9 stukken voor kinderkoor, gemengd koor en piano
- 2000 Folksongs of Orient III, 4 stukken voor gemengd koor a capella
- 2000 Enkei No Tenchi, from Kyoto, 5 stukken voor gemengd koor en piano - tekst: Ryoko Hirano
- 2001 Toki No Hana, voor gemengd koor en piano - tekst: Sachiko Murata
- 2002 The All of this world, 6 stukken voor vrouwenkoor en piano - tekst: Natsuki Ikezawa
- 2002 Colorful colored cantata, suite van 6 stukken voor kinderkoor en piano - tekst: Sachiko Murata
- 2002 Toward the clouds in Uchina, suite van 6 stukken voor gemengd koor en piano - tekst: Masaomi Maruki
- 2003 Five Madrigals by love poems of ancient Egypt, voor gemengd koor - tekst: Boris de Rachewiltz (Japanse vertaling: Isamu Taniguchi)
- 2005 Folksongs of Orient IV, 3 stukken voor mannenkoor a capella
- 2005 Aesop's Fables at Dawn, 5 stukken voor spreker, kinderkoor en piano
- 2006 Run, suite van 6 stukken voor gemengd koor en piano - tekst: Kazue Shinkawa
- 2008 Iide-San, suite van 5 stukken voor gemengd koor en piano - tekst: Sachiko Murata
- 2008 Yatsugatake, suite van 4 stukken voor gemengd koor en piano - tekst: Sachiko Murata

#### Liederen en zang
- 1963 Utage, voor alt en piano - tekst: Takashi Tachibana
- 1966 Kigi Ga Mebuku Toki/Michi, voor sopraan en piano - tekst: Tozaburo Ono
- 1964 Utage I, voor alt, vibrafoon, harp, viool, altviool en cello
- 1966 Deux ballades, voor alt en piano - tekst: Ritsuko Yamanami
- 1966 Forêt, 3 stukken voor bariton en piano - tekst: Taro Yamamoto en Toshiyuki Takirai
- 1967 Hiru-No Tsuki, drie gedichten van Bocho Yamamura voor mezzosopraan en piano
- 1986 Utage II, voor vrouwelijke zangstem, vibrafoon, harp, viool, altviool en cello
- 1998 Yamashiro No Kuni Fudoki, voor sopraan en piano - tekst: Yasuko Nishihara
- 1998 A Suspected Legend - The origin of an Island, voor bariton en piano - tekst: Natsuki Ikezawa
- 2001 Uta, voor sopraan en klein orkest - tekst: Kazue Shinkawa
- 2002 His Name is Aqua, in Aquamarine, voor sopraan en piano
- 2003 A Paper Plane, voor sopraan en piano
- 2004 The Orbit Elevater, voor zangstem en saxofoon (sopraan en alt)
- 2006 Sayonara no Kage, voor sopraan en piano

### Werken voor mandonlineorkest
- 1986 Mandolin Mandriale, voor mandonlineorkest
- 2006 Mandolin Mandriale nr. 2 "Viva! Canzone!", voor mandonlineorkest

### Kamermuziek
- 1965 Trio, voor hobo, klarinet en fagot
- 1966 Crepa - "in sette capitoli", voor viool, drie altviolen, cello en contrabas
- 1968 "A-Hum" Chimerique, voor dirigent en 14 muzikanten (2 piccolo, esklarinet, basklarinet in Bes, trompet in F, trombone, slagwerk, klavecimbel, celesta, harp, 2 violen, 2 cello)
- 1969 rev.1970 Lion, voor koperensemble (4 trompetten, 4 hoorns, 4 trombones, 2 eufonium, 2 tuba's)
- 1971 Clipper by nine, voor dwarsfluit, hobo, althobo, esklarinet, 2 violen, altviool, cello en contrabas
- 1971 Trivalence I, voor dwarsfluit, viool en piano (of orgel)
- 1973 Flash !, voor 12 fluiten in 4 groepen met 3 fluiten
- 1973 Trivalence II, voor klarinet, cello en klavecimbel
- 1975 Monovalence V, voor contrabas en elektrische effecter
- 1979 Spiral, voor negen hoorns
- 1982 Black Blank Blaze, voor 8 klarinetten en basklarinet
- 1986 Flute Flux, voor fluitensemble
- 1988 Strata I, voor strijkkwartet
- 1988 Three pieces, voor tamboerijn en piano
- 1989 Strata III, voor klarinet en cello
- 1991 Quinquevalence, voor viool, altviool, cello, contrabas en piano
- 1992 Elephant Rhetorics, voor tuba en piano
- 1994 Strata IV, voor hobo en contrabas
- 1994-1996 Tu sens la terre et la rivière, voor dwarsfluit, gitaar, viool, altviool en cello
- 1995 Strata V, voor strijkkwartet
- 1996 Quatrevalence I - in memory of T. T. (=Toru Takemitsu), voor viool, altviool, cello en piano
- 1997 Emerald colored haze - In the cold morning, voor Ondes-Martenot en altviool
- 1997 Quatrevalence II - in memory of K.A., voor viool, klarinet, cello en piano
- 1997 Bivalence I, voor 2 cello
- 1997 Bivalence II, voor 2 violen
- 1999 Au fond d'un soir..., voor dwarsfluit, gitaar en slagwerk
- 1999 Silence...Lui, o・ coucou, voor dwarsfluit en piano
- 1999 Bivalence III, voor 2 altviolen
- 2001 Strata VI, voor trombone en piano
- 2002 Bivalence IV, voor 2 klarinetten
- 2003 Yokohama Fanfare, voor 4 hoorns, 4 trompetten, 4 trombones, tuba en orgel
- 2004 Tanada II, voor zes instrumenten (dwarsfluit, klarinet, slagwerk, piano, viool en altviool)
- 2005 A Wing of Quietness, voor viool, altviool en cello
- 2007 Euphrates Euphony, voor eufonium en piano
- 2007 Bivalence V, voor 2 hobo's

### Werken voor orgel
- 1988 Ricercata

### Werken voor piano
- 1963 Sonatine
- 1974 Ascension
- 1982 Clouds' Walk, 17 stukken voor kinderen
- 1989 La terre est bleue comme une orange...
- 1993 Chansonnier cordiforme
- 2000 Toward the voice of J.S. (=Johann Sebastian Bach)
- 2002 Freedom for Arirang
- 2006 How to quote ?

### Werken voorOndes-Martenot
- 1995 Thermal Conductivity

### Werken voor harp
- 1973 Monovalence II, voor harp

### Werken voor gitaar
- 2007 A Guitar bears and she keeps hoping

### Werken voor slagwerk/percussie
- 1972 Monovalence I, voor marimba
- 1975 Monovalence IV, voor marimba en ander slagwerk
- 1977 Monovalence VI, voor Mitla (Mexicaans marimba)
- 1978 On the other side of rain, voor vier slagwerkers
- 1990 Safari I, voor zes slagwerkers
- 1990 Safari II, voor solo slagwerker
- 1996 The Forest without color, voor solo slagwerker
- 1998 The shape of soil, voor drum-ensemble
- 1999 Ten・Idaten, voor tien slagwerkers
- 2001 The steps of wood, voor marimba

### Werken voor traditionele Japanse instrumenten
- 1970 Un-En, voor 2 kotos, 17-snaren koto en strijkers (viool, altviool, cello en contrabas)
- 1971 Reki, voor shakuhachi, 2 kotos, 17-snaren koto
- 1971 Tsumugu, voor 20-snaren koto
- 1972 Rui, voor groepen van kotos in 5x4
- 1973 Ongaku-The crossing of koto and poem, voor koto en zangstem - tekst: Natsuki Ikezawa
- 1977 Kohru, voor koto solo
- 1978 Drip drop drip..., voor shakuhachi, 2 kotos en 17-snaren koto
- 1979 Almost a bamboo..., voor 15 bamboefluiten
- 1979 rev.1994 Kageru, voor 17-snaren koto
- 1980 In the Beginning..., voor Shamisen (met een Echo machine)
- 1982 From Dawn, and toward Dawn, voor 2 kotos en 17-snaren koto
- 1986 Yo-Yo-Fu, voor 2 shakuhachi, 2 kotos en 17-snaren koto
- 1990 Sa, voor Sho en Japanse trommen
- 1992 Oshidori, voor koto en shakuhachi
- 2009 Ouju Gaga, voor gagaku

### Elektroakoestische muziek
- 1980 Shizu-Uta, een fictieve Japanse dans voor geluidsband

### Filmmuziek
- 1973 Tabi
- 1978 Mirai shônen Konan (televisieseries)
- 1979 Kosodate gokko
- 1979 Fukushû suru wa ware ni ari
- 1980 Kagemusha
- 1981 Eijanaika
- 1982 Himeyuri no Tô
- 1983 Narayama-bushi kô
- 1983 Okinawa no shonen
- 1984 Nihon no omokage (televisieseries)
- 1984 Mirai shônen Konan Tokubetsu-hen: Kyodaiki Giganto no Fukkatsu
- 1984 Setouchi shonen yakyu dan
- 1985 Hana ichimonme
- 1986 Shiroi yabô
- 1987 Zegen
- 1988 Hanazono no meikyu
- 1989 Harasu no ita hibi
- 1990 Shonen jidai
- 1990 Dreams
- 1990 Ruten no umi
- 1991 Kimi no na wa
- 1991 Hachi-gatsu no kyôshikyoku
- 1991 Edo-jo tairan
- 1993 Madadayo
- 1995 Hachidai shôgun Yôshimune (televisieseries)
- 1997 Setouchi munraito serenade
- 1997 Unagi
- 1998 D-Zaka no satsujin jiken
- 2000 Dokuritsu shonen gasshôdan
- 2000 Karafuru
- 2000 Inochi no umi
- 2001 Akai hashi no shita no nurui mizu
- 2003 Spy Sorge
- 2003 Fuyu no hi
- 2004 Kagayaku mizuumi nite
- 2005 Ubume no natsu
- 2005 Itsuka dokusho suruhi
- 2006 Baruto no gakuen
- 2007 Kantoku · Banzai!
- 2009 Tsurugidake: Ten no ki

## Prijzen en onderscheidingen
- 1966 1e prijs in de Ongaku-No-Tomo Sha kamermuziek competitie
- 1966 1e prijs in tijdens de 35th Japan Music Competition
- 1967 3e prijs in de Nakanishi Ongaku competitie
- 1968 Compositie prijs van de Ongaku-No-Tomo Sha Corp.
- 1971 Muziekprijs van de stad Salzburg voor de tv-opera "Fest in Salzburg"
- 1974 Prize for excellence in the Fine Arts Festival (deze prijs ontving hij ook in 1982, 1983 en 1984)
- 1976 Bekroond met de Prijs van de Italiaanse openbare omroep Radiotelevisione Italiana (RAI) (deze prijs ontving hij eveneens in 1977, 1989)
- 1980 Music Prize for excellence in the Japanese Academy Award (deze prijs ontving hij ook in 1984, 1992, 1994, 1998 en 2004）
- 1981 Mainichi Filmmuziek-Prijs (deze prijs ontving hij ook in 1985 en 1991)
- 1985 Music prize for highest excellence in the Japanese Academy Award (deze prijs werd hem ook in 1991 uitgereikt).
- 1989 Emmy Award
- 1991 De 39e Otaka prijs
- 1997 Ontving de NHK-symfonieorkest Arima Prijs
- 1999 De 47e Otaka prijs
- 2002 Bekroond met de 53e NHK Omroep Cultuur Prijs
- 2003 Bekroond met de Yoshio Sagawa Musical Incentive Prize
- 2004 Onderscheiden met de Purple Ribbon Medal
- 2008 Persoon van verdienste door de Ibaraki